# Josef Zeman (sollevatore)
Josef Zeman, vero cognome Zemann (Vienna, 8 giugno 1906 – novembre 1992), è stato un sollevatore austriaco.
Partecipò a due edizioni dei Giochi Olimpici, ad Amsterdam nel 1928 nei pesi massimi leggeri, classificandosi al settimo posto, e a Berlino nel 1936, nei pesi massimi, giungendo sesto. Partecipò inoltre a tre edizioni dei campionati europei (1930, 1934 e 1935) vincendo due medaglie di bronzo, e ai campionati mondiali di Parigi nel 1937, giungendo al sesto posto.